# Arnoglossum ovatum
Arnoglossum ovatum là một loài thực vật có hoa trong họ Cúc. Loài này được (Walter) H.Rob. mô tả khoa học đầu tiên năm 1974.